# Ariarathes X av Kappadokien
Ariarathes X av Kappadokien, död 36 f. Kr., var regerande kung av Kappadokien mellan 42 f. Kr. och 36 f. Kr.